# 张敬妃
貞靜敬妃，亦稱為張敬妃 (15世纪?—1452年或之後)，河南等處承宣布政使司開封府祥符縣人。英國公張輔之女，明朝明仁宗朱高熾之妃，無生育紀錄。

## 生平
張敬妃的祖父張玉為靖難之役的著名將領，後於東昌之戰中戰死。明成祖朱棣稱帝後，以靖難第一功臣，追贈其為英國公。其父為襲爵英國公張輔，姑姑是明成祖的昭懿貴妃張氏。
目前尚不清楚張氏的出生及入宮時間。永樂二十二年十月初八日（1424年10月29日），剛即位的明仁宗冊立張氏為皇后，並且冊封郭氏為貴妃，李氏為賢妃，趙氏為惠妃，王氏為淑妃，王氏為昭容，並沒有張氏之名，原因待考。
洪熙元年三月初七日，冊封張氏為敬妃。張敬妃冊文曰：
帝王之政，必始乎內；治平之效，必本於家。朕恭紹鴻圖，致隆化理，稽昔妃嬪之淑，率由貴德之門。咨尔張氏，乃祖榮國忠顯公，勳行之崇，表時碩望；乃父太師英國公，文武之佐，為今元功。肆爾毓秀閨闈，稟德柔惠，步履中珩璜之節，言動謹圖史之䂓。錫之褕翟之榮，俾參軒龍之副。今特封爾為敬妃。於戲！統御家邦，朕有《関睢》樂得之美；輔贊宮閫，爾懋《雞鳴》相戒相成。禋祀永綏寵祿，光我訓辭之賢。惟謙以育德，惟善以裕躬，惟順以恊睦宗婣，惟恭以相成禋祀。永綏寵祿，光我訓辭，欽哉！
張氏受封兩個月之後，洪熙元年五月十二日（1425年5月29日），明仁宗駕崩，終年四十七歲。同年七月初二日（1425年7月16日），剛即位的明宣宗朱瞻基追謚皇庶母貴妃郭氏曰「恭肅」，淑妃王氏曰「貞惠」，麗妃王氏曰「惠安」，順妃譚氏曰「恭僖」，充妃黃氏曰「恭靖」，可知張敬妃、李賢妃（即鄭靖王朱瞻埈、蘄獻王朱瞻垠、淮靖王朱瞻墺及真定公主生母）與趙惠妃（即慶都公主朱圓通生母）三人被特恩免殉葬。
張敬妃去世後葬於北京金山，去世時間待考。天順元年七月二十二日（1457年8月11日），奉御韋良上奏稱自己奉命管理六戶墳戶，負責看守仁廟恭靖賢妃的墳墓，如今新增恭懿惠妃、貞靜敬妃兩座墳墓，墳戶數量不足，請求從附近的昌平、宛平二縣調撥四戶用於看守，獲得明英宗朱祁鎮的批准。因此，張敬妃與趙惠妃的去世時間應該晚於李賢妃的去世時間——景泰三年正月十六日（1452年2月6日）。

## 衍生形象

### 電視劇
| 年份 | 劇名     | 演員 | 剧中称谓 |
| ---- | -------- | ---- | -------- |
| 2022 | 《尚食》 | 洛曦 | 敬妃張氏 |